# Julka Starič
Julka Starič (roj. Julija Dovžan), slovenska gledališka in filmska igralka, * 11. januar 1930, Mojstrana, † 24. januar 1959, Ljubljana.
Med leti 1937 in 1943 je obiskovala osnovno šolo v Mojstrani, nato pa se je leta 1947 zaposlila kot sobarica na Bledu. Leta 1949 se je prijavila k avdiciji za novo Mestno gledališče v Ljubljani in bila sprejeta kot članica ansambla, najprej v manjših vlogah mladostnih naivk in ljubimk, kasneje tudi zahtevnejših likov. Leta 1955 je nastopila v filmih Tri zgodbe in Trenutki odločitve
V gledališču je ostala do leta 1959, ko je umrla zaradi hude bolezni.

## Filmografija
- Trenutki odločitve (1955, celovečerni igrani film)
- Tri zgodbe (1955, celovečerni igrani film)